# Rio Vargem do Cedro
Rio Vargem do Cedro är ett vattendrag i Brasilien.   Det ligger i delstaten Santa Catarina, i den södra delen av landet, 1 300 km söder om huvudstaden Brasília.
Runt Rio Vargem do Cedro är det tätbefolkat, med 331 invånare per kvadratkilometer.